# James Stirling (arkitekt)

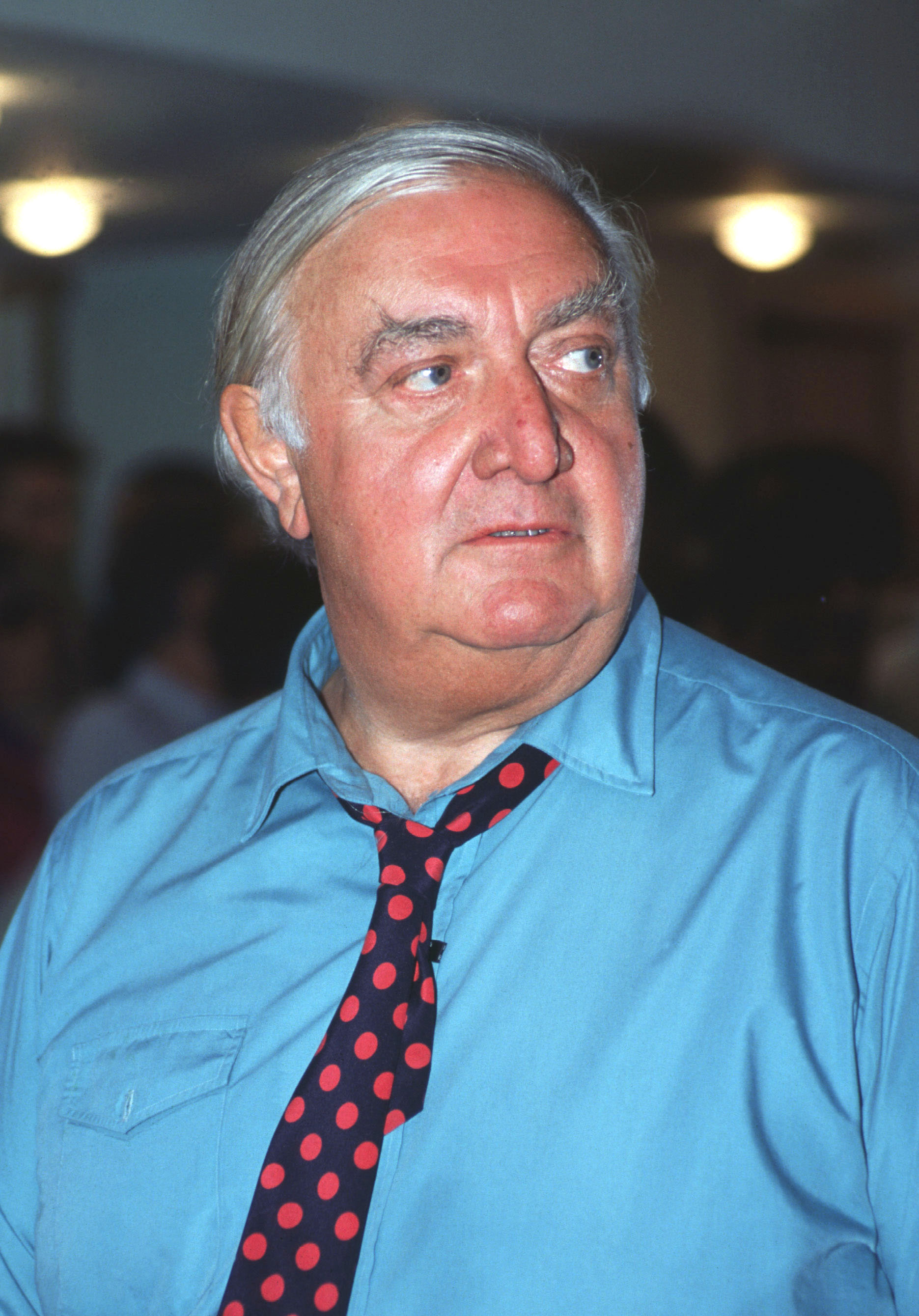
James Stirling

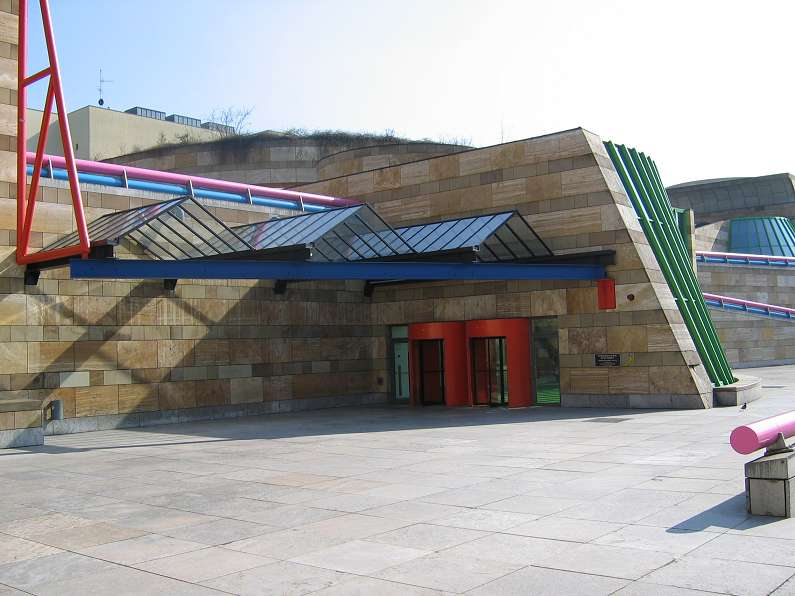
Neue Staatsgalerie i Stuttgart.

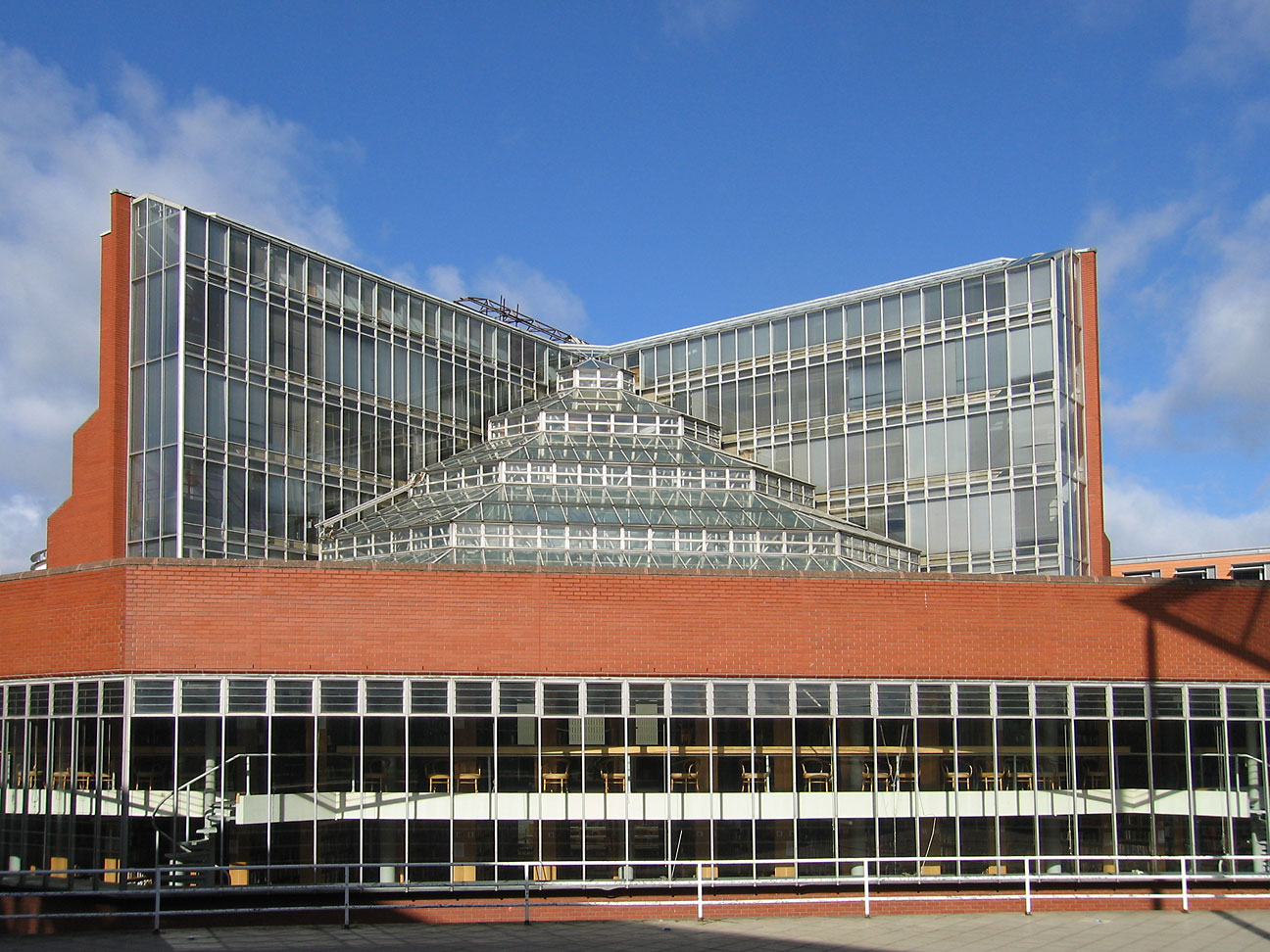
Seeley Historical Library, Cambridge, 1968.

James Frazer Stirling, född 22 april 1926 i Glasgow, död 25 juni 1992 i London, var en brittisk arkitekt. 
James Stirling är kanske mest känd som en av huvudpersonerna vid paradigmskiftet mellan den modernistiska arkitekturen och den postmodernistiska arkitekturen.
När James Stirling var gästprofessor vid Yale School of Art 1966–1984 utvecklade han teorier om de aspekter som den modernistiska arkitekturen dittills till stor del ignorerat, till exempel förhållandet till den omgivande miljön, historien och det emotionella uttrycket. 
År 1981 tilldelades James Stirling Pritzkerpriset. Som motiv angav juryn bland annat att hans verk erkänner de historiska rötterna, att de har en nära förbindelse med byggnaderna runt omkring och att han inspirerar den arkitektoniska utvecklingen genom kvaliteten i sina arbeten.

## Verk i urval
- 1981 – Wissenschaftszentrum i Berlin
- 1984 – Neue Staatsgalerie i Stuttgart
- 1987 – Clore Galleries på Tate Britain i London
- 1992 – Braun AG Headquarters, Melsungen

## Bildgalleri

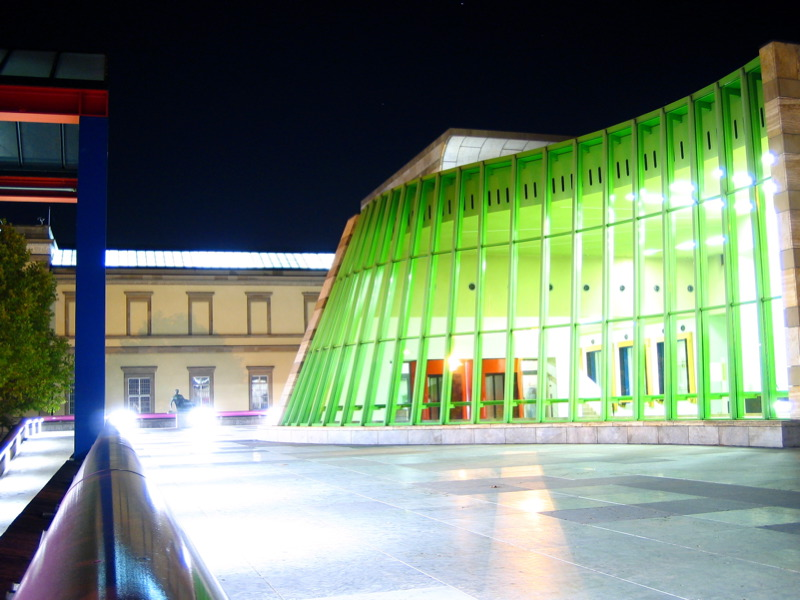
Staatsgalerie Stuttgart, 1984
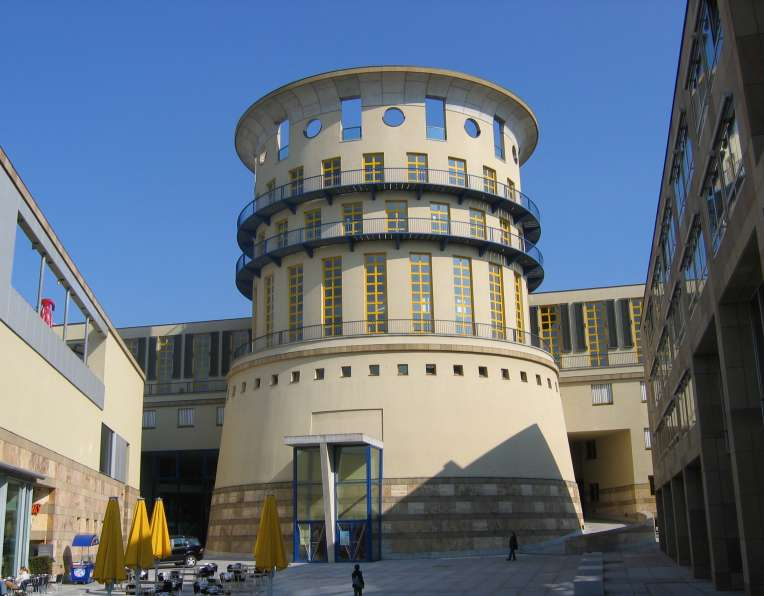
State University of Music and Performing Arts, Stuttgart
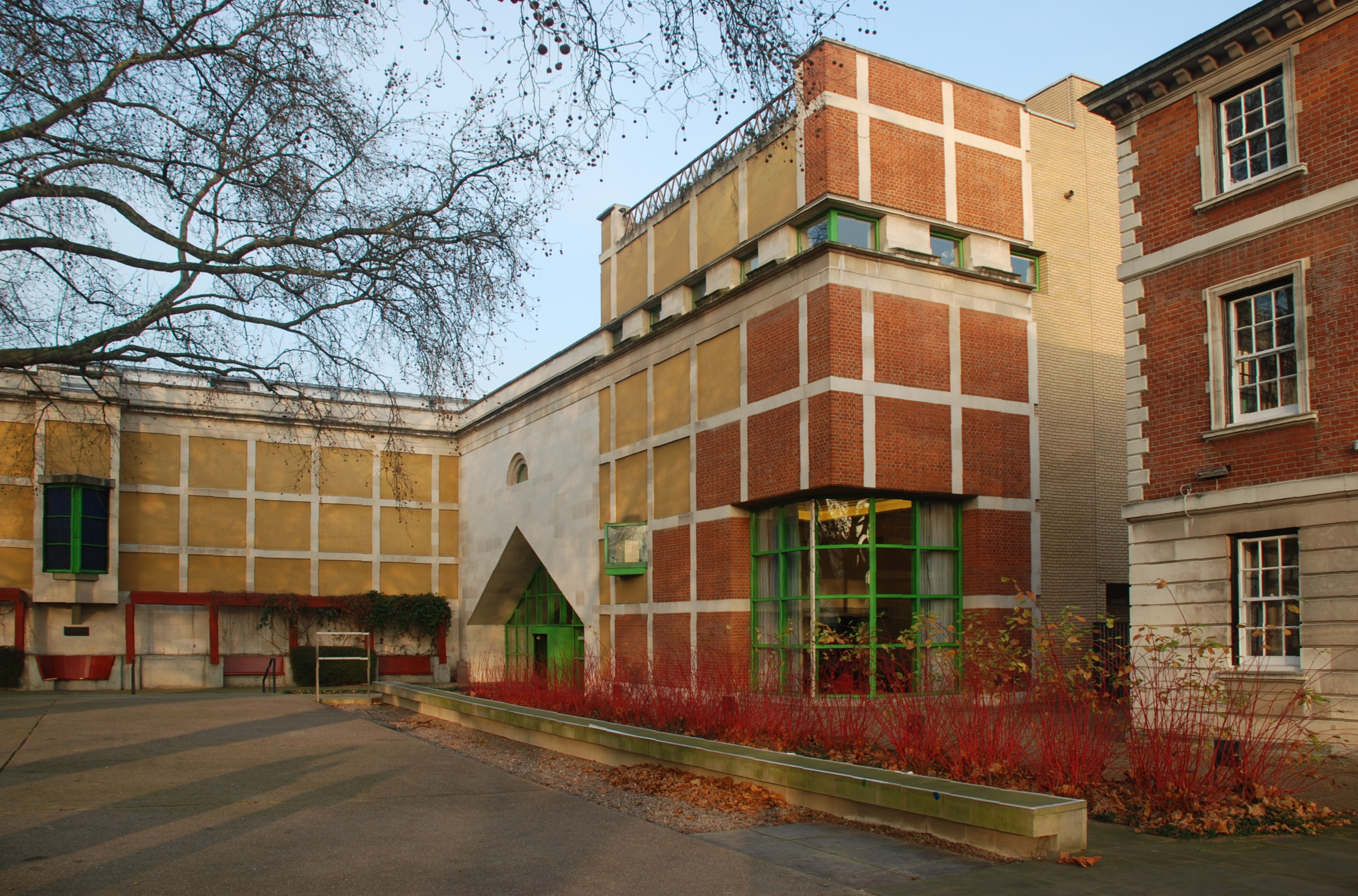
Clore Gallery, London, 1980-87
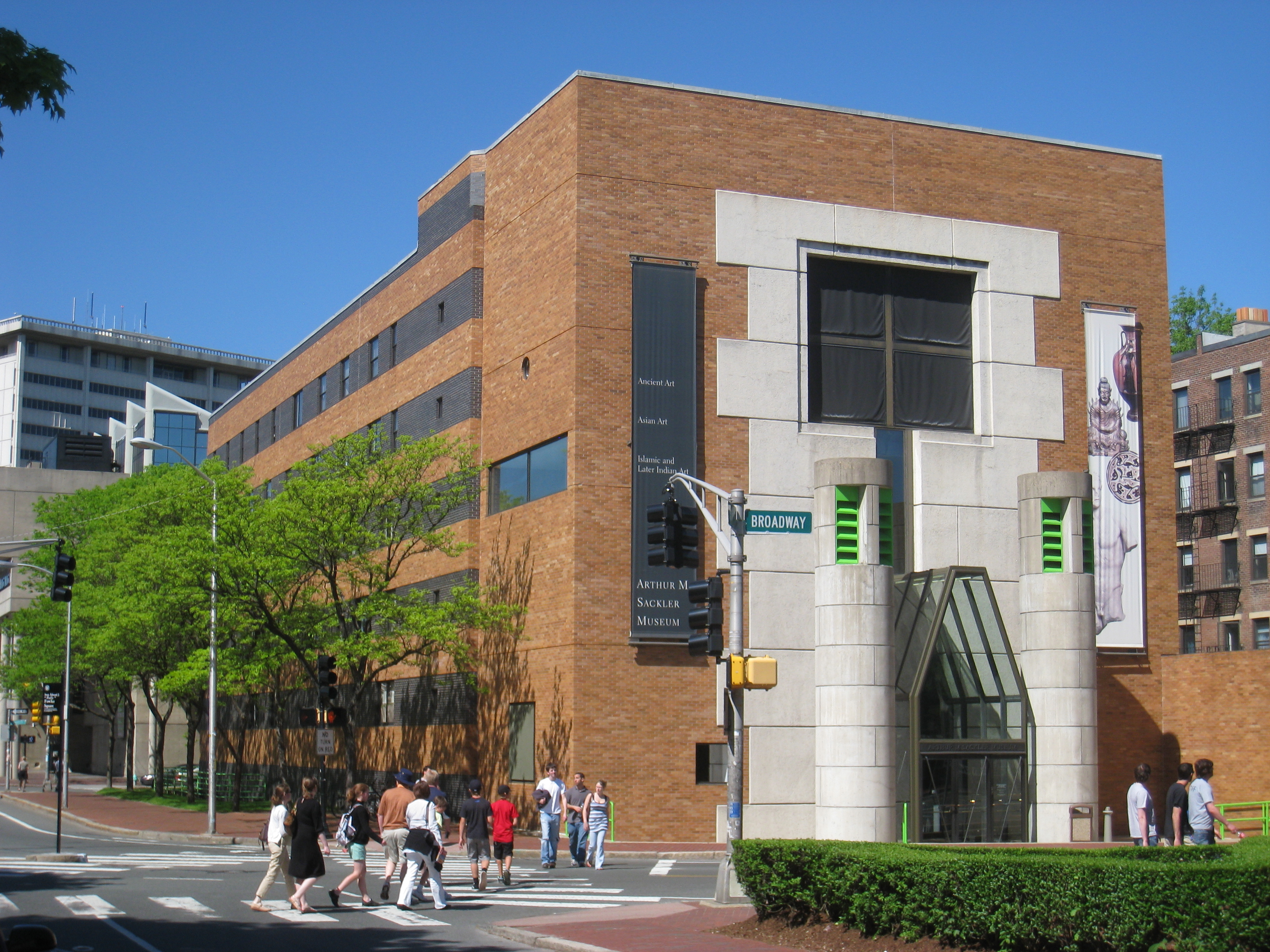
Sackler Museum, Harvard University, Cambridge, USA
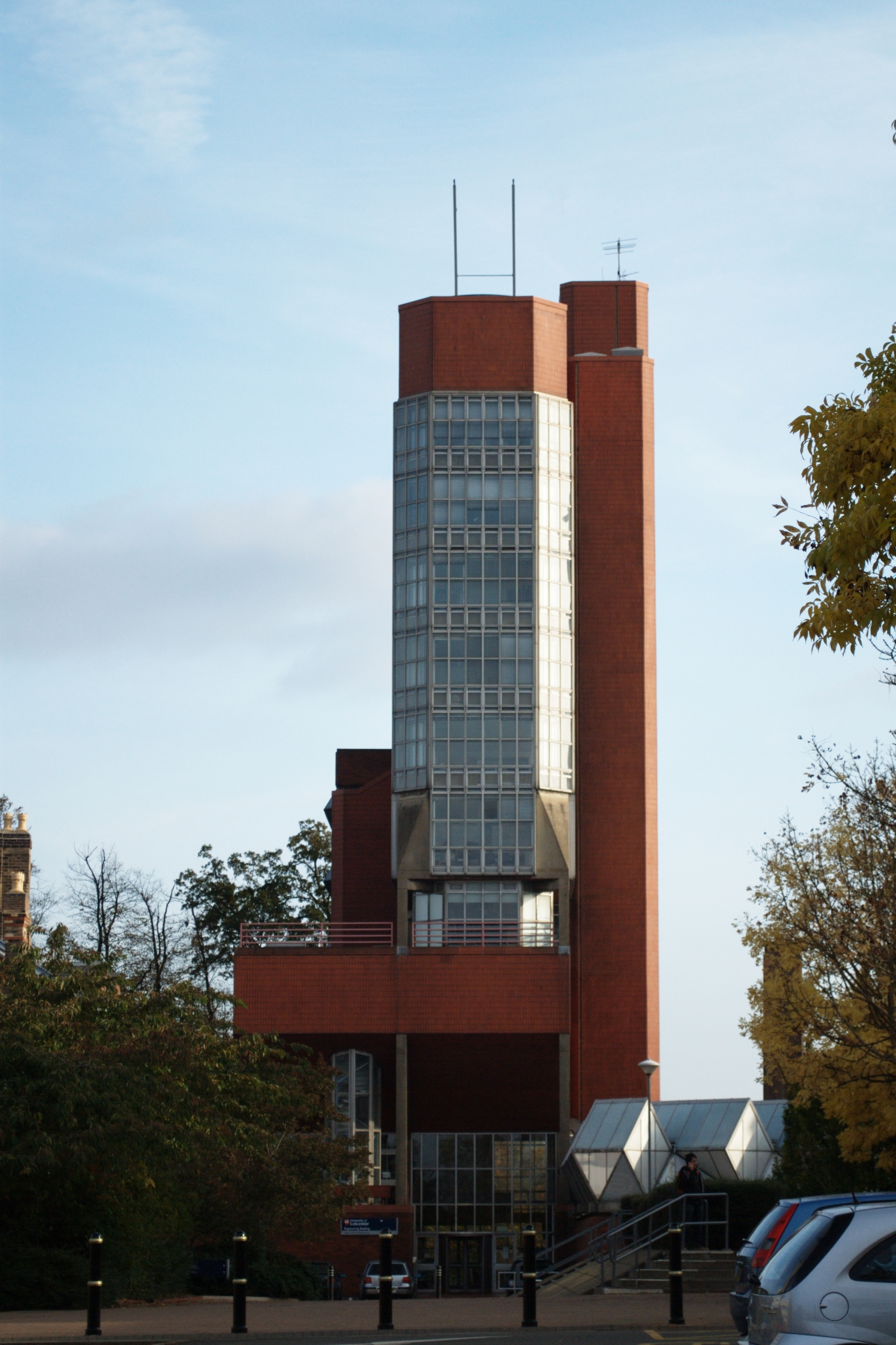
Leicester University Engineering Building